# Francisco de Villagra
Francisco de Villagra, španski konkvistador, * 1511, Santervas, † 22. julij 1563, Concepción.
Villagra je bil kraljevi guverner Čila tri mandate: 1540–1547, 1553–1555 in 1556–1557.